# FN Police

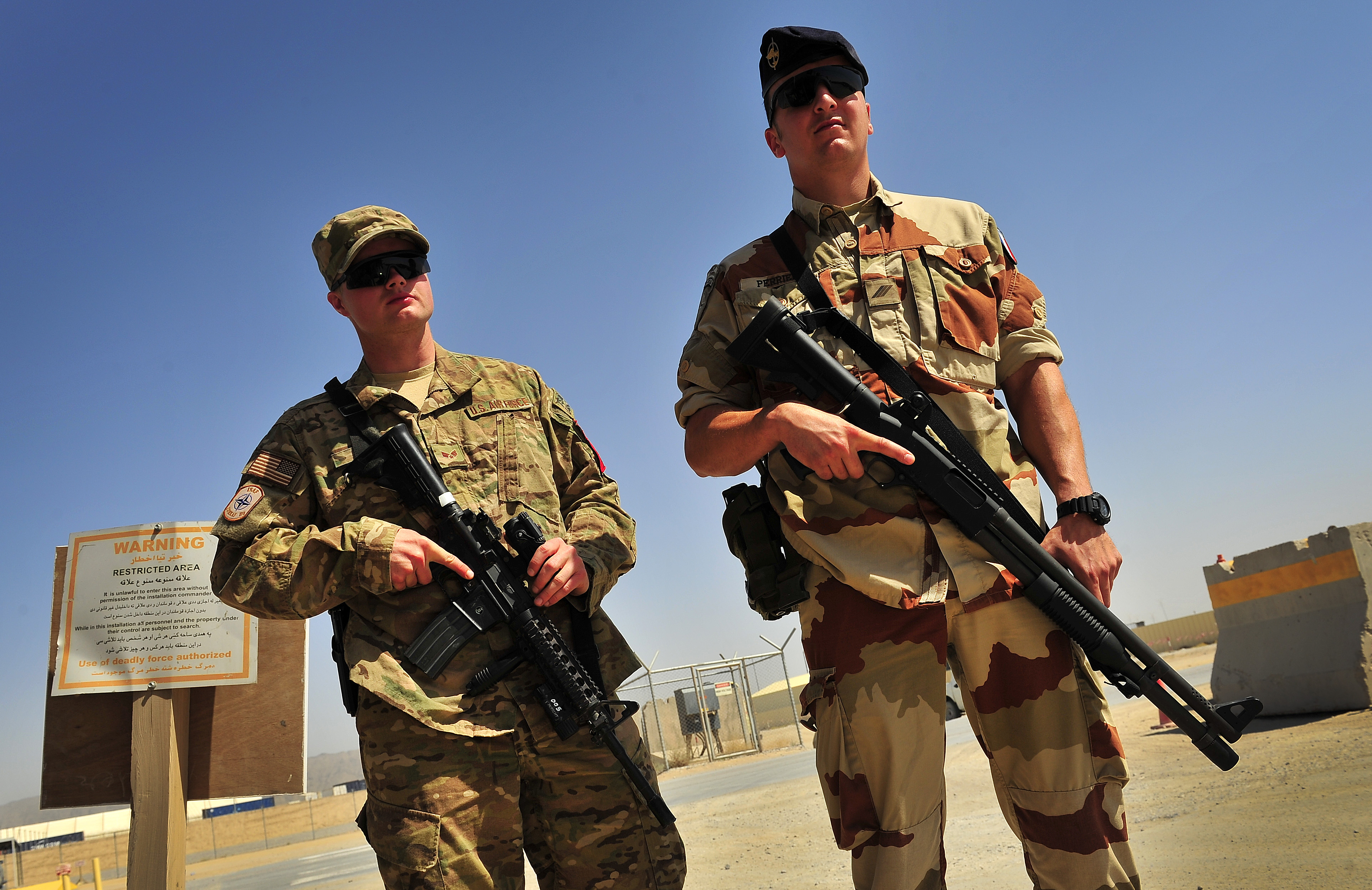
Un Fusilier Commando de l’Air armé d'un FN TPS (à droite) et un membre des US Air Force Security Forces équipé d'un Colt M4 patrouillant dans l'enceinte de l'aéroport militaire de Kandahar (Afghanistan).

Le fusil à pompe FN Police est une variante du Winchester 1300 Defender. Connu aussi comme FN SPS/TPS, il est produit par FN Herstal entre le début des années 2000 et 2012, date à laquelle il est remplacé par le FN P-12.

## Présentation
La Fabrique nationale d'armes de guerre, située à Herstal a d'abord vendu sous ce nom des versions à canon court du Browning Auto-5. Le Modèle FN Special  Police Shotgun n'apparait qu'au cours des années 2000. Ce modèle possède un fut en polymère et un magasin tubulaire. La finition est noir mat et est obtenue par phosphatation au manganèse. Ses organes de visée sont réglables sur ses trois variantes. 

## Les modèles
Ce FAP est décliné en 3 variantes. Elles tirent toutes la munition de calibre 12 Magnum :
- SPS : C'est le Winchester 1300 Defender avec une crosse raccourcie et les organes de visée de la Winchester 94.
- TPS Fixed Stock (à crosse fixe) : SPS muni de la crosse-pistolet du M16A2 et d'un rail Picatinny. Doté d'un œilleton large et d'un guidon sous tunel.
- TPS Collapsed Stock (à crosse rétractable) : TPS Fixed Stock doté de la crosse-pistolet de la carabine Colt M4.

### Le SPS
- Longueur totale : 98,4 cm avec canon long
- Masse à vide : 2,95 kg canon long
- Canon : 35,6 ou 45,7 cm
- Capacité :4 (canon court) ou 7 (canon long) coups

### Le TPS à crosse fixe
- Longueur totale : 101 cm avec canon long
- Masse à vide : 2,9 kg canon long
- Canon : 35,6 ou 45,7 cm
- Capacité :4 (canon court) ou 6 (canon long) coups

### Le TPS à crosse rétractable
- Longueur totale : 89 cm avec canon long et crosse rétractée au maximum
- Masse à vide : 2,7  kg canon long
- Canon : 35,6 ou 45,7 cm
- Capacité :4 (canon court) ou 6 (canon long) coups

## Utilisateurs officiels
Récemment apparu sur le marché, son seul client connu en 2014 est l'Armée de l'air française.

### Sources & bibliographie
Cette notice est issue de la lecture des revues spécialisées de langue française suivantes :
- Cibles (Fr)
- Police Pro (Fr)
- Gazette des armes (Fr)
- Action Guns (Fr)
- Raids.
- Pro Sécurité